# William James
William James (New York, 11 gennaio 1842 – Tamworth, 26 agosto 1910) è stato uno psicologo e filosofo statunitense di origine irlandese. Egli fu presidente della Society for Psychical Research dal 1894 al 1895.
Insieme a Charles Sanders Peirce, James fondò la scuola filosofica del pragmatismo, ed è anche citato come uno dei fondatori della psicologia funzionale. Un'analisi del Review of General Psychology, pubblicata nel 2002, ha classificato James come il 14° psicologo più eminente del XX secolo. Un sondaggio pubblicato su American Psychologist nel 1991 ha classificato la reputazione di James al secondo posto, dopo Wilhelm Wundt, che è ampiamente considerato come il fondatore della psicologia sperimentale. James ha anche sviluppato la prospettiva filosofica nota come empirismo radicale. Il lavoro di James ha influenzato filosofi e accademici come Émile Durkheim, W. E. B. Du Bois, Edmund Husserl, Carl Gustav Jung, Bertrand Russell, Ludwig Wittgenstein, Hilary Putnam, Richard Rorty e Marilynne Robinson.
Nato in una famiglia benestante, James era il figlio del teologo Henry James Senior e il fratello sia del famoso romanziere Henry James sia della diarista Alice James. James si formò come medico e insegnò anatomia ad Harvard, ma non ha mai praticato la medicina. Perseguì invece i suoi interessi per la psicologia e poi la filosofia. James ha scritto ampiamente su molti argomenti, tra cui epistemologia, educazione, metafisica, psicologia, religione e misticismo. Tra i suoi libri più influenti ci sono I Principi di Psicologia, un testo rivoluzionario nel campo della psicologia; Saggi di empirismo radicale, un testo importante in filosofia; e Le varie forme dell'esperienza religiosa, un'indagine su diverse forme di esperienza religiosa, comprese le teorie sulla cura della mente.

## Biografia
La sua era una famiglia di tradizione calvinista emigrata dall'Irlanda. Fratello maggiore di cinque figli, tra i quali va ricordato Henry James, che sarebbe divenuto un celebre romanziere, e Alice James, autrice di un celebre diario, ebbe come padre il filosofo trascendentalista Henry James senior, discepolo di Swedenborg e amico di Emerson. Oltre a questi ultimi due autori, James si interessò anche alle opere e al pensiero di Hume, Afrikan Špir, Blaise Pascal, John Stuart Mill, Bain, Schiller, Lotze, Reid, Renouvier e Brown.

### Psicologo e filosofo
Dopo essersi laureato in medicina nel 1869 prosegue gli studi da autodidatta, indirizzandosi verso la psicologia. Nel 1872 prende avvio la sua carriera universitaria che si svolge interamente all'università di Harvard dapprima come semplice istruttore e divenendo poi nel 1876 professore assistente di fisiologia. Nel 1885 ha l'incarico di professore di filosofia e nel 1890 assume l'incarico di professore di psicologia. Qui all'università di Harvard creerà uno dei primi laboratori di psicologia sperimentale degli Stati Uniti. Sempre nel 1890 anticipando il funzionalismo pubblica una delle sue opere maggiori, i "Principi di Psicologia" (Principles of Psychology), in due volumi. I "Principi" sono universalmente considerati come uno dei testi più influenti e rilevanti dell'intera storia della psicologia, e sono stati per decenni uno dei manuali di base nella formazione accademica degli psicologi nordamericani. Nel 1907 si ritira definitivamente dall'insegnamento accademico. Si sposò con Alice Gibbens con la quale ebbe una figlia e un figlio-
I suoi lavori di psicologia influenzarono Henri Bergson, di cui fu a sua volta un grande ammiratore. William James apporta alla psicologia il pragmatismo e il funzionalismo. Secondo il pragmatismo, le idee e i concetti sono veri solo se consentono all'individuo di operare sulla realtà; l'idea di una psicologia "funzionale" deriva invece dal funzionalismo, ovvero le funzioni adattive per l'organismo-uomo in relazione all'ambiente. Con la sua opera monumentale Principi di Psicologia, William James si pone in una posizione di forte contrasto con la psicologia tedesca del tempo, sostenendo che non esiste una "sensazione semplice", ma che la coscienza è un continuo pullulare di oggetti e relazioni.
Una delle concettualizzazioni più significative dei Principles è quella relativa al "flusso di pensiero" (stream of thought), con la quale descrive le caratteristiche del pensiero associandole a quelle della corrente fluviale. Nel X capitolo dei Principles introduce il concetto di Sé empirico, articolato in un Sé materiale (il proprio corpo, i genitori, la casa), un sé sociale - cioè come gli altri mi vedono, un Sé spirituale (il proprio essere interiore, le proprie capacità personali, etc.). Un'altra teoria di notevole importanza espressa nel Principles è la "Teoria periferica delle emozioni" (periferica in quanto legata al sistema nervoso periferico). Con questa teorizzazione, James capovolge l'idea comune secondo cui alla percezione di uno stimolo segue un'emozione, che è anche accompagnata da manifestazioni a livello somatico; James sostiene al contrario che la manifestazione somatica precede l'emozione, che successivamente viene riconosciuta a livello "cognitivo". In Italia, James fu ammiratore di Giovanni Papini.

### Empirismo tradizionale e empirismo radicale
Il pensiero psicologico e filosofico di William James si distacca dall'empirismo tradizionale proprio per il modo di intendere l'esperienza. L'esperienza, per James, si "autocontiene e non poggia su nulla". Nell'opera The Will to Believe l'autore definisce l'aspetto prioritario della volontà:
(The Will to Believe, p. 114)
Ogni azione è reazione al mondo esterno, e gli stati intermedi, come il pensiero, sono solo un luogo ed un momento transitorio che indirizzano verso un'azione. Analogamente ad un altro filosofo della corrente del "pragmatismo" Charles Sanders Peirce, anche James analizza le credenze, soffermandosi sulla loro validità, che è verificabile dalla loro utilità all'azione. Un altro argomento dell'opera Jamesiana è la focalizzazione del lavoro della scienza: la scienza, secondo l'autore, non osserva in modo freddo e passivo i fatti naturali, ma li relaziona fra loro non rispettando l'ordine naturale, semplifica il senso dei fenomeni e li prevede. La teoria principale dell'opera è il divieto al pensiero di bloccare credenze utili ad un'azione efficace nel mondo; la credenza prima di essere considerata tale, deve dimostrarsi importante, viva e spirituale, e infine né vera né falsa. Solo se sono verificate queste condizioni, l'uomo, secondo James, può assumersi il rischio dell'errore di valutazione.
L'autore, più che all'aspetto scientifico, è interessato a quello morale e religioso e quindi sostiene la necessità della "scommessa" della fede (di pascaliana memoria), poiché a priori è deleterio rinunciare ai vantaggi comportanti dalla fede. In una delle sue ultime opere, Introduzione alla filosofia, chiarisce il concetto di "universo progressista", formato sia da elementi molteplici e indipendenti, indeterminati, liberi e cooperanti, sia da forme monistiche, compatte, determinate, vincolate che devono collaborare tra loro per il successo globale. Nell'opera "A Pluralistic Universe" approfondisce il senso del divino, arrivando alla conclusione della finitezza di Dio, un Dio non più onnipotente, ma avente funzioni, spazi e tempi simili a quelli umani.

### Gli studi sull'esperienza religiosa e mistica

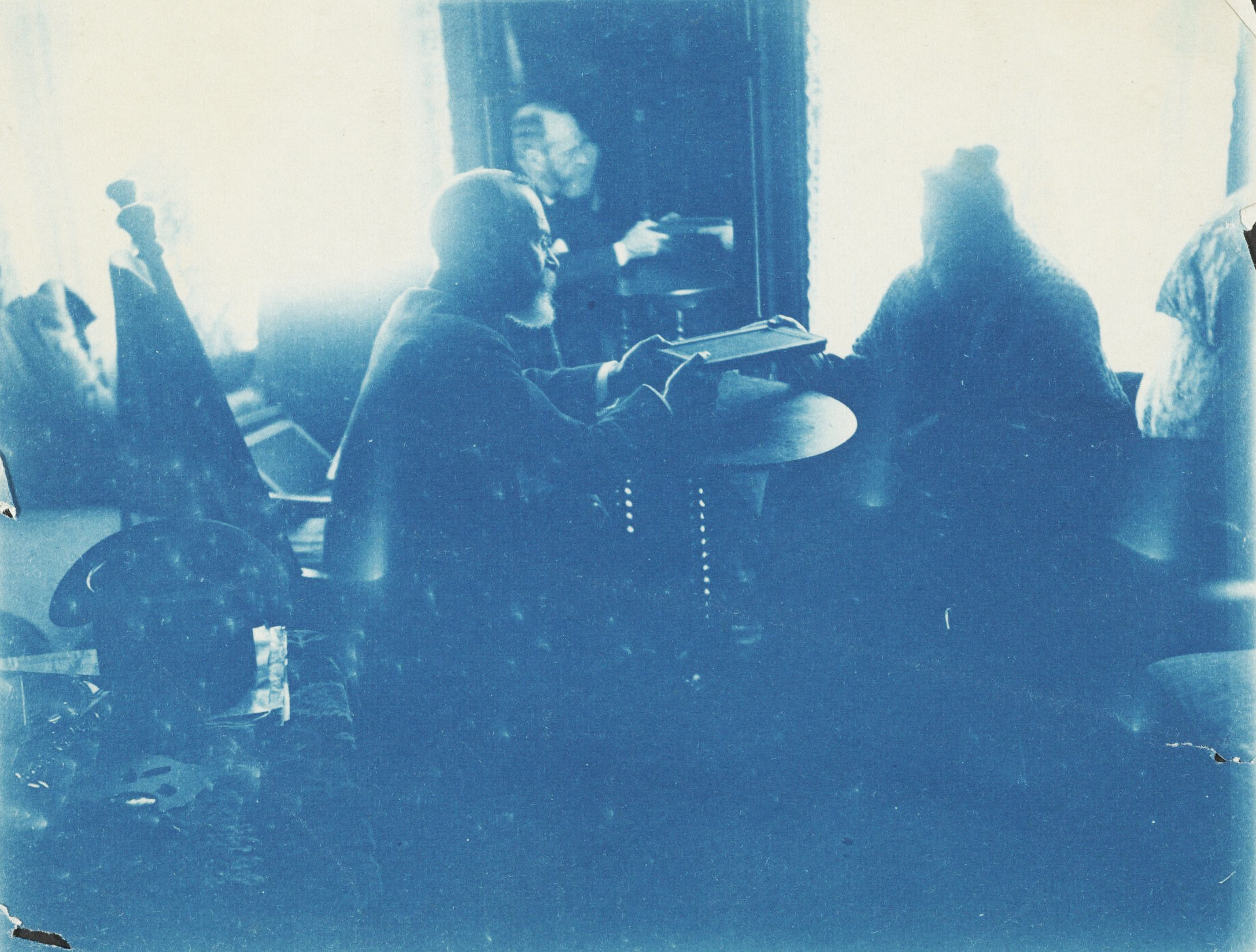
William James in una seduta spiritica con un medium

Nel 1902 pubblica il risultato delle sue ricerche psicologiche sulla fenomenologia delle esperienze religiose, ed in particolare sull'atteggiamento mistico e gli stati esperienziali che contraddistinguono il misticismo. Il titolo di questo lavoro è La varietà dell'esperienza religiosa. In una lettera scriverà che si tratta di un'esperienza che va difesa contro la stessa filosofia. Qui, forse ancor più che in altre opere, emerge l'influsso del filosofo statunitense protopragmatista Emerson.

### Il pragmatismo come filosofia progressiva
In un primissimo gruppo di articoli, scritti tra il 1879 e il 1885, poi confluiti in I principi di psicologia (1890), James prende posizione critica di fronte all'interpretazione deterministica dell'evoluzionismo di Darwin fornita da Spencer. In particolare egli respinge l'idea che il processo di adattamento dell'organismo all'ambiente sia il principale fattore dell'evoluzione della mente umana. James, al contrario, rivendica "il valore dell'agire umano", della volontà di ogni individuo, della capacità degli uomini di interagire con l'ambiente in maniera creativa, determinando condizioni di vita sempre più rispondenti ai loro bisogni e interessi.
In questa originaria dimensione umana rivolta all'agire, al fare, al creare, James vede il fondamento anche del pragmatismo e di un «atteggiamento perfettamente familiare in filosofia», proprio di una mentalità empirista, antidogmatica, antimetafisica. Il pragmatismo di James è un metodo all'interno del quale le conoscenze, "le teorie vengono valutate in base ai loro risultati". In quest'ottica l'uomo si serve dell'esperienza del passato per anticipare il futuro ed elaborare cognizioni da utilizzare come "strumenti capaci di dominare l'ambiente". Nel rivolgersi alle «possibilità di agire» e agli effetti pratici delle idee e delle teorie, il metodo pragmatico si distingue però dall'empirismo di tanta tradizione filosofica. Secondo James, come ogni empirista, anche il pragmatista crede nei fatti, ma anche nella forza pratica delle opinioni, nell'efficacia delle convinzioni, nel valore delle idee teleologiche, ossia dei fini da realizzare.
Il pragmatismo è così una forma di empirismo che amplia però la mentalità delle concezioni tradizionali, le quali rischiano di rimanere chiuse entro un orizzonte altrettanto dogmatico di quello proprio dei razionalisti e dei metafisici. "Il pragmatismo non critica" infatti "le idee della metafisica in quanto tali", perché guarda alla conoscenza nella esclusiva sua funzione pratica, "per la quale anche nozioni astratte, speculative come i concetti o le specie diventano strumenti elaborati per qualche scopo, qualche fine". Più in generale, la razionalità umana stessa è lo strumento capace di condurre da uno stato confuso e di disagio ad uno di agio, di pace, di riposo.
La razionalità nei suoi metodi e nelle sue forme, secondo James, rientra nella "tendenza naturale propria della vita ad agire nella realtà per raggiungere uno stato di felicità", di benessere («concezione teologica della mente»). Ma l'uomo non può agire per un suo futuro, non può creare progetti di vita se non crede prima di tutto nelle sue possibilità d'azione, nella forza delle proprie idee, perciò, osserva James, "ogni nuova filosofia o scienza si è sorretta sulla fede nella verità di certe idee prima che queste potessero essere verificate. La fede quindi anticipa la certezza ed anzi in certi casi crea la sua stessa verificazione". Il pragmatismo comporta così una fede nella verità delle proprie idee che si fa "volontà, azione, comportamento nella realtà"; azione che produce una selezione tra ciò che si deve fare o non fare. Da questo punto di vista, secondo James, anche le teorie scientifiche perdono la loro funzione teorica per essere anzitutto costruzioni intellettuali elaborate al fine di soddisfare i bisogni umani.
La propensione a trasportare l'esperienza religiosa in giustificazioni igieniche o mediche viene da lui chiamata "materialismo medico".

### L'incontro con Sigmund Freud
William James ormai era il filosofo più famoso degli Stati Uniti quando, proprio a un anno dalla sua morte, nel 1909, giunge negli USA dall'Europa invitato dalla Clark University il medico viennese Sigmund Freud, con tre dei suoi più fidati e vicini collaboratori nell'ambito della nuova psicologia psicoanalitica, tra cui il giovane psicoanalista svizzero Carl Gustav Jung, lo psicoanalista ungherese Sándor Ferenczi ed Ernest Jones dalla Gran Bretagna. È in questa circostanza che avvenne anche un incontro personale tra lo psicologo europeo e quello americano; in quell'occasione l'anziano James espresse a Freud la sua ammirazione per la psicoanalisi ("Il futuro della psicologia è nel suo lavoro"). Non ne fu però molto soddisfatto e qualche tempo dopo descrisse negativamente il simbolismo onirico ("Un metodo pericoloso") e Freud ("Ossessionato da alcune fissazioni").

## Opere principali
- Principi di Psicologia (The Principles of Psychology, 2 vols. 1890)
- Psychology (Briefer Course) (1892)
- Discorsi agli insegnanti e agli studenti sulla psicologia e su alcuni ideali di vita (1892), Armando, 2003
- La volontà di credere e altri saggi di filosofia popolare (The Will to Believe, and Other Essays in Popular Philosophy, 1897)
- Human Immortality: Two Supposed Objections to the Doctrine (1897)
- Talks to Teachers on Psychology: and to Students on Some of Life's Ideals (1899)
- Le varie forme dell'esperienza religiosa. Uno studio sulla natura umana (The Varieties of Religious Experience: A Study in Human Nature, 1902), ISBN 0-300-06255-9. Edizione italiana curata da Giovanni Filoramo, con la traduzione di Paolo Paoletti, Brescia, Morcelliana, 1998 (II ed. 2009).
- Pragmatismo (Pragmatism: A New Name for Some Old Ways of Thinking, 1907)
- Un universo pluralistico (A Pluralistic Universe, 1909)
- Il significato della verità (The Meaning of Truth: A Sequel to "Pragmatism", 1909)
- Alcuni problemi di filosofia (Some Problems of Philosophy, 1911)
- Memories and Studies (1911)
- Saggi di empirismo radicale, Macerata, Quodlibet, 2009 (Essays in Radical Empiricism, 1912)
- Letters of William James, 2 vols. (1920)
- Collected Essays and Reviews (1920)